# Eisenbahnunfall von Roslindale

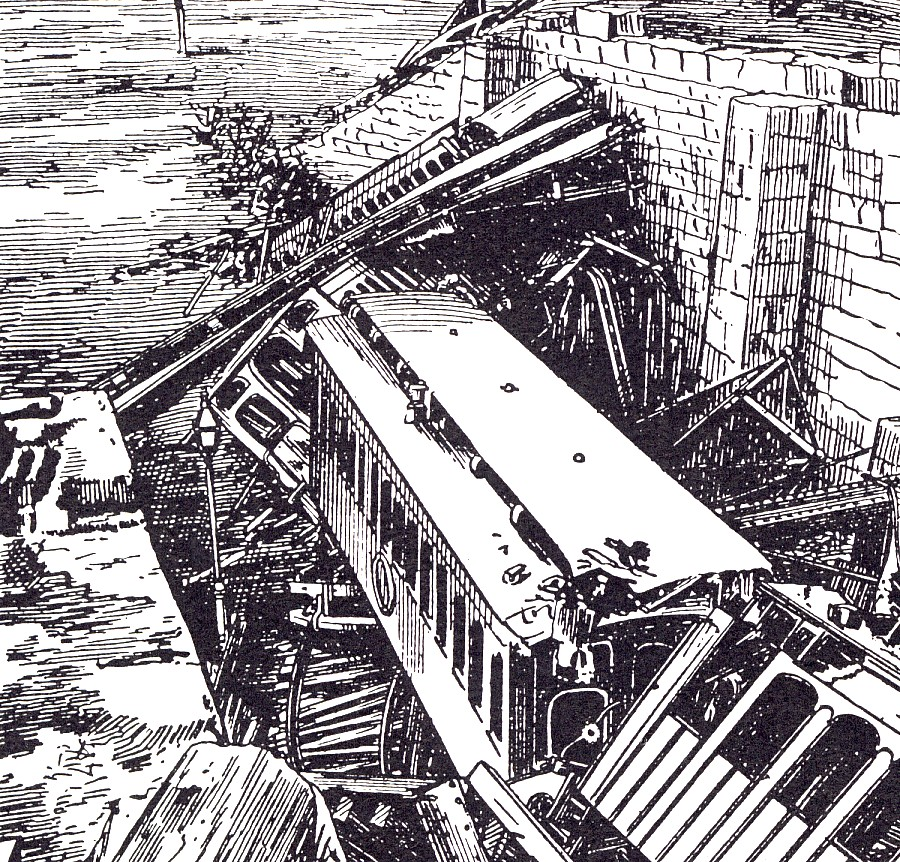
Zeichnung der Unfallstelle

Bei dem Eisenbahnunfall von Roslindale (in der amerikanischen Literatur auch Forest Hills disaster, Forest Ridge disaster oder Bussey Bridge train disaster) in Massachusetts, USA, stürzte am 14. März 1887 eine Brücke unter einem darüber fahrenden Zug ein. 24 Menschen starben.

## Ausgangslage
Die Bussey-Brücke in Roslindale, heute ein Stadtteil von Boston, war eine Fachwerkbrücke nach dem von William Howe entwickelten System. Sie lag im Zuge einer von der Boston and Providence Railroad betriebenen Strecke und überquerte eine Straße. Sie war bereits zweimal umgebaut worden, 1869 und 1876. Wie sich nachträglich herausstellte, war der verantwortliche „Ingenieur“ aber ein Hochstapler. Auch eine Belastungsprobe hatte nie stattgefunden. Die Brücke war von einem Maschinenbauingenieur freigegeben worden, der von Brückenbau wenig verstand.
Der morgendliche Pendler-Zug bestand aus der Lokomotive, ihrem Schlepptender und neun Wagen und war mit etwa 300 Reisenden nach Boston unterwegs. Die überwiegend aus Holz konstruierten Personenwagen wurden mit Kohleöfen beheizt. Der Zug befuhr die Brücke mit etwa 50 km/h.

## Unfallhergang
Der vordere Zugteil, die Lokomotive und die ersten Wagen erreichten noch den jenseitigen Bahndamm. Ein folgender Wagen aber sackte mit der unter ihm einstürzenden Brücke nach unten und wurde am jenseitigen Widerlager der Brücke zerschmettert, die anschließenden Wagen fielen auf die Trümmer und wurden ebenfalls schwer beschädigt. Das Feuer aus den Kohleöfen der Wagen entzündete die Trümmer.

## Folgen

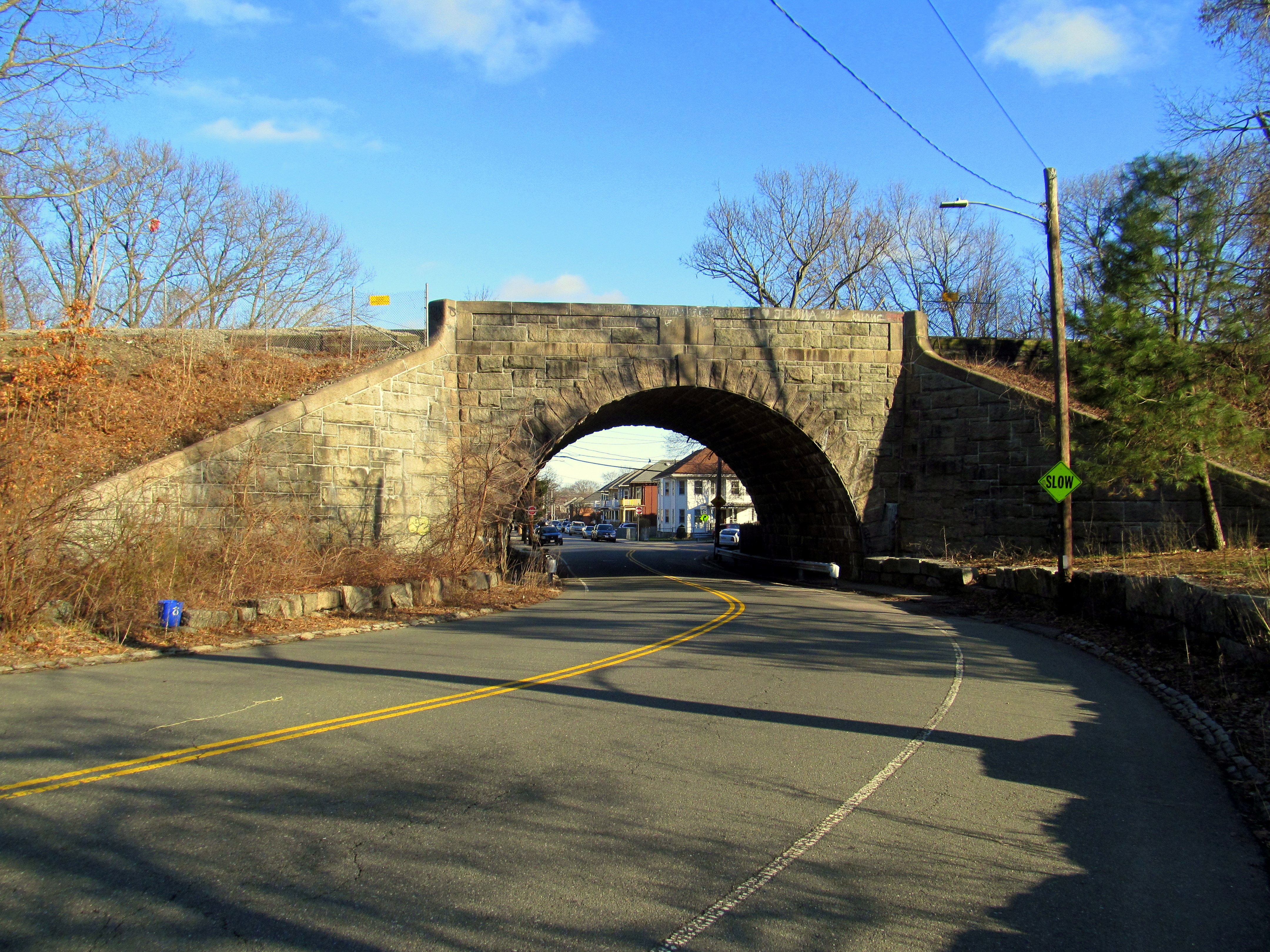
Steinbogenbrücke, die die eingestürzte Brücke ersetzte

24 Menschen starben, 125 wurden darüber hinaus verletzt.
Die eingestürzte Brücke wurde durch eine Steinbogenbrücke ersetzt, die bis heute genutzt wird.